# Balassa (keresztnév)
A Balassa keresztnév tulajdonképpen latin eredetű, de a források szerint már az 1200-as években biztosan használták Magyarországon is férfinévként. Valójában az ókori Rómából ered, a híres és előkelő Cornelius nemzetség egyik ága a Blasio névvel különböztette meg magát a család többi ágától. A Blasio (és így a Balázs) név eredete, jelentése máig megfejtetlen maradt. Természetesen a honfoglalást követően olaszok is érkeztek országunkba, akik magukkal hozták a Balázs keresztnevet. Ennek magyar változata, Balassaként vált ismertté. Az Árpád-korban és a középkorban bevett szokás volt az, hogy valaki érdemei elismeréséül megkapott egy birtokot, amely aztán felvette a tulajdonos nevét. Ezután pedig egy újabb csavarral, egy család is felvehette birtoka, lakhelye nevét "i" -képzővel ellátva (pl. Buda+i=Budai, (később esetleg Buday). Így alakult ki a Balassi család Balassa+i (Balassáról származó)=Balassi - családneve. A kedvelt keresztnév egy híres nemesi család keresztnevévé lett, de helységnévként is őrizzük (Balassagyarmat)- eközben a köztudatból kiment a név, mint keresztnév.
Magyarországon anyakönyvezhető keresztnév.